# Norwegian Magazine
Norwegian Magazine é uma revista criada em 2013. Criada pelo grupo da companhia aérea Norwegian Air Shuttle para ser uma revista de bordo.
É publicado mensalmente e atinge mais de 4 milhões de passageiros todos os meses.
A Norwegian Air Shuttle nomeou a Ink como editora da Norwegian Magazine.